# Daniel Hopkins
Daniel Hopkins (* 14. November 1977 in Osnabrück) ist ein deutscher Journalist, Redakteur, Public-Relations-Manager. Mediale Aufmerksamkeit bekam er insbesondere für seine Projekte im Bereich Couch-Surfing.

## Leben
Zwischen 2000 und 2005 arbeitete er als freiberuflicher Journalist. Im Zuge seiner freiberuflichen Tätigkeit berichtete er in den Jahren 2004 und 2005 auch als Krisenberichterstatter aus dem Irak. Nach seinem Fachabitur Sozialwesen absolvierte Hopkins zwischen August 2005 bis Februar 2007 ein Redaktionsvolontariat bei der Oldenburgischen Volkszeitung. Nach seinem Volontariat war er über zwei Jahre als Public-Relations-Manager und internationaler Pressesprecher für die Tetra GmbH im Bereich Aquaristik und Gartenteich tätig.
Im August 2009 kündigte er seinen Job zugunsten der Umsetzung seines Projektes, das er als Couch-Hopping bezeichnete und bei dem er das Thema Couchsurfing und dessen Intention durch seine Berichterstattung im eigenen Blog, der über die stern.de-Homepage abrufbar war, sowie durch Artikel in Tageszeitungen und Magazinen und Interviews mit verschiedenen Medieneinrichtungen der breiten Öffentlichkeit vermitteln wollte. Im Rahmen dieses Projekten bereiste Hopkins in 80 Tagen 34 Städte in 21 Ländern auf sechs Kontinenten. Im Anschluss an das Projekt berichtete er in den Medien von seinen Erfahrungen, ein geplantes Buch erschien aber nie. Die Aufmerksamkeit, die das Thema Couch-Surfing auch durch die Berichterstattung über das Projekt Hopkins bekam, wurde von Veteranen dieser Reiseform zum Teil kritisch gesehen.
Im Oktober 2011 führte Hopkins mit seinen Weggefährten Alex Kahl und Oliver Regehr ein weiteres Couch-Surfing-Projekt „In 80 Stunden um die Welt“, das diesmal nur Orte in Deutschland zum Ziel hatte, durch. Ziel des Projektes war es zu zeigen, dass man „eben nicht ins Flugzeug steigen muss, um interessante Kulturen kennenzulernen“, und Beispiele gelungener Integration sichtbar zu machen. Hierbei fuhren die drei Männer mit dem Auto 80 Stunden lang durch Deutschland, besuchten dabei 21 Menschen mit 18 verschiedenen Migrationshintergründen und interviewten sie zu ihrer Eingliederung in Deutschland. Die Ergebnisse veröffentlichten sie nicht nur auf ihrem Blog und unterschiedlichen Social-Media-Kanälen, sondern die Internet-Nutzer konnten über den Verlauf der Reise, die in Hamburg startete, mitentscheiden.
2013 brachte Hopkins zusammen mit dem Fotograf Friso Gentsch mit „Backstage“ einen kommentierten Bildband über die Darmausgänge von Zoo- und Haustieren heraus, den sie auch auf der Frankfurter Buchmesse vorstellten.
Daniel Hopkins ist aktives Mitglied im Deutschen Journalisten-Verband (DJV) und engagiert sich im Bereich Öffentlichkeitsarbeit im gemeinnützigen Verein „Wir starten gleich!“, der unter der Schirmherrschaft des Schauspielers und Tatort-Darstellers Klaus J. Behrendt steht und für den Hopkins schon im Rahmen des Projektes „In 80 Stunden um die Welt“ 2011 Spenden gesammelt hatte. Laut eigener Aussage ist er zudem Gründungsmitglied des Vereins.
2020 war Hopkins innerhalb von fünf Monaten bei zwei Rateshows im Fernsehen zu sehen, zuerst bei Wer wird Millionär? mit Günther Jauch, dann bei Kaum zu glauben mit Kai Pflaume. Er gehört außerdem zur Weltspitze im Spiel Tischeishockey und ist 2024 bei der WM in Kroatien für Irland angetreten und in die Endrunde eingezogen.

## Publikationen (Selbstverlag)
- Backstage, 2013, ISBN 978-3-00-043338-2 (mit Friso Gentsch)
- Und Sirius hat es gesehen - Vom Leben vergewaltigt, 2013, ISBN 978-3-00-040502-0 (Biographie des Künstlers Norbert Henze)
- Blog von Daniel Hopkins